# Gertrud von Sachsen (1115–1143)

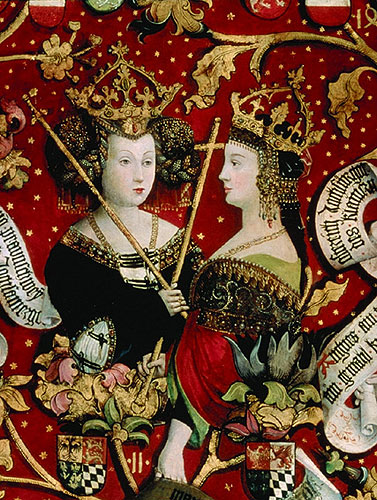
Gertrud (Gertraud), Tochter Kaiser Lothars, und Theodora, Nichte des byzantinischen Kaisers Manuel Komnenos. Erste und zweite Ehefrau von Heinrich II.(Ausschnitt aus dem Babenberger-Stammbaum, Stift Klosterneuburg)

Gertrud (auch Gertraud von Süpplingenburg oder von Supplinburg genannt; * 18. April 1115; † 18. April 1143) war das einzige Kind des Kaisers Lothar III. (Lothar von Süpplingenburg), Herzog von Sachsen, und der Richenza von Northeim.

## Leben
Über Gertruds Aufwachsen geben Quellen nahezu keine Auskunft. Von ihr selbst sind keine schriftlichen Zeugnisse erhalten. Sie wurde an Ostern 1115 nach 15 Jahren kinderloser Ehe ihrer Eltern geboren. Als Alleinerbin des Herzogtums Sachsens und erst recht nach der Wahl ihres Vaters zum König (1125) war sie die hochrangigste Partie zur Heirat im römisch-deutschen Reich. Es kann angenommen werden, dass sie auf diese Rolle und die daran gebundenen Erwartungen im Rahmen ihres Standes vorbereitet worden ist, da ihre späte Geburt weitere Nachkommen sehr unwahrscheinlich machte. Lothar von Sachsen hatte unter anderem durch Heirat große sächsische Gebiete unter sich zusammengeschlossen, nicht zuletzt durch die Belehnung mit dem Herzogtum Sachsen und dem brunonischen Erbe seiner Schwiegermutter Gertrud der Jüngeren von Braunschweig. Gertruds Vorfahren hatten sich bereits als politisch aktiv erwiesen: Ihr Urgroßvater Otto von Northeim gilt als Anführer der Opposition im sogenannten Sachsenkrieg gegen Heinrich IV.
Obwohl verwandtschaftliche Bindungen zum Thronanwärter Friedrich II. von Schwaben bestanden, gab Heinrich der Stolze Lothar bei der Königswahl seine Stimme und erhielt damit Gertrud und das sächsische Erbe zum Ausgleich, wobei die eindeutige Relation dieser Handlungen nicht als allgemeiner historischer Forschungskonsens gilt. Am 22. Mai 1127 wurde sie auf dem „Hoftag in Merseburg“ dem Welfen Heinrich dem Stolzen zur Ehe versprochen, der seit 1126 Herzog von Bayern war und nach dem Tod seines Schwiegervaters von Lothar auch mit dem Herzogtum Sachsen belehnt wurde, um sich seine militärische Unterstützung zu sichern. Die Feierlichkeiten zur Hochzeit fanden wenige Tage später am 29. Mai auf dem Gunzenlee bei Augsburg statt. Zum Zeitpunkt der Vermählung hatte die damals 12-jährige Gertrud die Untergrenze des üblichen heiratsfähigen Alters erreicht (anderweitig werden aber auch 13 bis 20 Jahre angegeben). Es sind nicht nur Datum, Ort und potentielle Zeugen der Hochzeit übermittelt; ebenfalls gesichert ist, das Heinrich der Stolze nach der Trauung auf dem Gunzenlee bei Augsburg seine junge Frau auf die südwestlicher gelegene Ravensburg geleitete und anwies, bis zum Herbst dort zu bleiben – vermutlich, um sie vor den noch anhaltenden Kampfhandlungen zwischen Staufern und Welfen zu schützen.
Heinrich und Gertrud sind Eltern des Sachsen- und Bayernherzogs Heinrich des Löwen, geboren 1129/30. Nach dem Tod ihres Mannes 1139 übernahm Gertrud für ihren erst zehnjährigen Sohn die Regentschaft über beide Herzogtümer. Seine Kindheit und Jugend verbrachte Heinrich der Löwe unter Obhut von Mutter und Großmutter sowie einem ausgewählten Kreis von Tutoren. Als sächsische Regentin konnte Gertrud mit Hilfe ihrer Mutter das Erbrecht ihres Sohnes gegen Albrecht den Bären sichern, indem sie sich mit König Konrad III. einigte.
In zweiter Ehe heiratete sie am 1. Mai 1142 den Babenberger Heinrich II. Jasomirgott, den Markgrafen von Österreich († 1177), Bruder des verstorbenen Leopold IV. von Österreich und Halbbruder König Konrads III. Letzterer hatte die Ehe vermittelt und übernahm auch die Ausrichtung der Feierlichkeiten. Die Hochzeit war Teil des sogenannten Frankfurter Ausgleichs von 1142: Auf dem Hoftag in Frankfurt verzichtete Albrecht der Bär auf die familiär begründeten Ansprüche auf Sachsen, welches Heinrich der Löwe kurz darauf als Lehen erhielt. Heinrich Jasomirgott wurde im folgenden Jahr mit dem Herzogtum Bayern belehnt. Aus der kurzen Zeit der Vormundschaft nach dem Tod Richenzas und der Ehe mit Heinrich Jasomirgott sind Urkunden über gemeinsam bezeugte Schenkungen Heinrichs des Löwen überliefert, mindestens eine davon auch unter Teilhabe ihres zweiten Ehemannes. Gertrud reiste zunächst mit ihrem Mann von Sachsen nach Österreich. Sie starb am 18. April 1143 bei der Geburt einer Tochter, vermutlich der Richardis, spätere Landgräfin von Steffling.
Beigesetzt wurde sie zunächst in Klosterneuburg bei Wien oder möglicherweise in Königslutter am Elm neben ihrem Gemahl und ihren Eltern. Im 13. Jahrhundert wurden ihre Gebeine in die Grablege der Babenberger im Kapitelsaal des Stiftes Heiligenkreuz überführt.

## Rolle als Regentin Heinrichs des Löwen
Nach dem Tod Heinrichs des Stolzen musste Gertrud das Erbe ihres Sohnes aktiv gegen Ansprüche von außen verteidigen, nachdem sowohl Bayern als auch Sachsen dem Stolzen entzogen und von König Konrad III. neu vergeben worden waren. Während ihre Mutter Richenza zunächst in diesem Kontext eine führende Rolle einnahm und Sachsen mit Gewalt verteidigte, schlug Gertrud nach dem Tod ihrer Mutter einen anderen Kurs ein. Vermutlich, um ihrem Sohn bis zu dessen nahender Mündigkeit sein Erbe zu sichern, verheiratete sie sich taktisch klug neu und bezog in die Pläne Konrad III. mit ein. Aufgrund des großen Einfluss Richenzas in Sachsen wurde es Heinrich dem Löwen 1139 verliehen. Gertrud riet ihrem Sohn, auf Bayern zu verzichten und heiratete stattdessen dessen neuen Besitzer, Heinrich Jasomirgott. Auf diese Weise wären ihrem Sohn die Herzogtümer nicht direkt, jedoch seiner direkten Familie erhalten geblieben. Mit dem Tod Gertruds im Kindbett zerschlugen sich jedoch die Hoffnungen auf eine Bindung Bayerns an ihre Kinder. Gertruds Verhandlungen mit Konrad, der für die Kosten der Hochzeit aufkam, zeigen sie somit als aktive politische Figur für die Nachfolge ihres Sohnes.
Bemerkenswert ist die Eheschließung Gertruds noch während der Unmündigkeit ihres Sohnes. So war in der Regel einer Witwe eine Neuheirat während der Vormundschaft von Nachteil, wollte sie die Aufgaben für ihren Sohn bis zu dessen Mündigkeit selbstständig ausüben. Im Falle Heinrichs des Löwen fand die Wiederverheiratung Gertruds kurz vor Erreichen der Volljährigkeit ihres Sohnes statt und bot somit keine Gefahr für Verlust einer ohnehin zeitlich begrenzten Eigenständigkeit.
Gertruds zweite Ehe mit Heinrich Jasomirgott stellte einen wichtigen Schachzug zur Entspannung des welfisch-staufischen Konflikts dar. Zwar wird in der hiesigen Forschung stellenweise argumentiert, es habe sich bei dieser Ehe um eine Anordnung Konrad gehandelt, der Gertrud sich zu fügen hatte; es ist jedoch unwahrscheinlich, dass sie sich passiv und willfährig hat verheiraten lassen. Davon zeugt zum einen eine der wenigen Urkunden, die aus der Vormundschaft überliefert sind, eine Bezeugung von Landverteilung aus dem September 1142. Auch signalisierte der Empfang Konrads in Braunschweig durch Gertrud 1143 von Kompromissbereitschaft. Die vielzitierten 300 Mark Silbermark, die Konrad ihr erlassen haben will, sowie der Umstand, dass er selbst die Hochzeitsfeierlichkeiten ausrichtete und bezahlte, untermauern die Bedeutung ihrer Eheschließung in der königlichen Entspannungspolitik. Ihre Entscheidung für Heinrich Jasomirgott beeinflusste das Leben ihres Sohnes und die Geschehnisse im Kaiserreich weit über ihren Tod hinaus.

## Nachkommen
Aus ihrer ersten Ehe mit Heinrich dem Stolzen:
- Heinrich der Löwe

⚭ Mathilde Plantagenet, Tochter des englischen Königs Heinrich II.
Aus ihrer zweiten Ehe mit Heinrich II. Jasomirgott:
- Richardis (Richenza)

⚭ Heinrich Landgraf von Steffling